# Assort
『Assort』（アソート）は、2022年5月18日にユニバーサルシグマから発売された、Novelbrightのメジャー2作目、累計3作目のフル・アルバム。

## 概要
前作『開幕宣言』から約1年振りのアルバムであり、初回限定盤に付属しているDVDにはレコーディングに密着した映像『Behind the scenes of Assort』が収録されている。本作のリリースに先駆けて、4月15日に「愛とか恋とか」が、5月6日に「ファンファーレ」が先行配信された。
2022年10月には、収録曲「愛とか恋とか」が、日本レコード協会からストリーミングプラチナ認定された。

## 収録内容
| #         | タイトル           | 作詞                   | 作曲               | 編曲                            | 時間  |
| --------- | ------------------ | ---------------------- | ------------------ | ------------------------------- | ----- |
| 1.        | 「Okey dokey!!」   | 山田海斗               | 沖聡次郎・竹中雄大 | Novelbright                     | 4:04  |
| 2.        | 「ファンファーレ」 | 竹中雄大               | 竹中雄大・沖聡次郎 | Novelbright                     | 4:00  |
| 3.        | 「seeker」         | 竹中雄大               | 竹中雄大・沖聡次郎 | Novelbright                     | 3:49  |
| 4.        | 「ワンルーム」     | 竹中雄大               | 竹中雄大・沖聡次郎 | Novelbright                     | 4:38  |
| 5.        | 「愛とか恋とか」   | 竹中雄大               | 竹中雄大・沖聡次郎 | Novelbright                     | 3:52  |
| 6.        | 「戯言」           | 山田海斗               | 竹中雄大・山田海斗 | Novelbright                     | 2:32  |
| 7.        | 「ライフスコール」 | 竹中雄大               | 竹中雄大・沖聡次郎 | 村山☆潤・Novelbright            | 4:55  |
| 8.        | 「Anima」          |                        | 山田海斗           | Novelbright                     | 2:59  |
| 9.        | 「The Warrior」    | 竹中雄大               | 竹中雄大・山田海斗 | Novelbright                     | 3:13  |
| 10.       | 「Kii-Kii Cat」    | 竹中雄大               | 竹中雄大・沖聡次郎 | Novelbright                     | 3:38  |
| 11.       | 「優しさの剣」     | 竹中雄大               | 竹中雄大・沖聡次郎 | 高橋哲也・大西省吾・Novelbright | 4:18  |
| 12.       | 「Too Late」       | 竹中雄大・Lauren Kaori | 竹中雄大・山田海斗 | Novelbright                     | 3:00  |
| 13.       | 「流星群」         | 竹中雄大               | 竹中雄大・沖聡次郎 | Novelbright                     | 3:50  |
| 合計時間: | 合計時間:          | 合計時間:              | 合計時間:          | 合計時間:                       | 48:48 |

| #  | タイトル                        | 作詞 | 作曲・編曲 |
| -- | ------------------------------- | ---- | ---------- |
| 1. | 「Behind the scenes of Assort」 |      |            |

## タイアップ
Okey dokey!!
チーム戦略バトルゲーム「ポケモンユナイト」タイアップソング
seeker
日本テレビ系ドラマ『真犯人フラグ』主題歌
ライフスコール
KADOKAWA配給映画『犬部!』主題歌
The Warrior
テレビ朝日系NUMAnimation『リーマンズクラブ』主題歌
優しさの剣
テレビ朝日系金曜ナイトドラマ『漂着者』主題歌